# Xanthorhoe rosata
Xanthorhoe rosata är en fjärilsart som beskrevs av Guiart 1912. Xanthorhoe rosata ingår i släktet Xanthorhoe och familjen mätare. Inga underarter finns listade i Catalogue of Life.